# ردعة
الرَّدْعَة (جمع: ردعات) نتوءات على نعل الحذاء أو على ملحق خارجي للحذاء يوفر قوة جر إضافية على سطح ناعم أو زلق ويَقي الحذاء من الانبراء. يمكن أن تكون مخروطية الشكل أو شبيهة بالشفرة ويمكن أن تكون مصنوعة من اللدائن أو المطاط أو الفلز. يعتمد النوع الذي يُلبَس على بيئة اللعب: العشب أو الجليد أو العشب الصناعي أو غيرها من الملاعب. يُوصف الحذاء الذي يحويها بالمُرَدَّع.

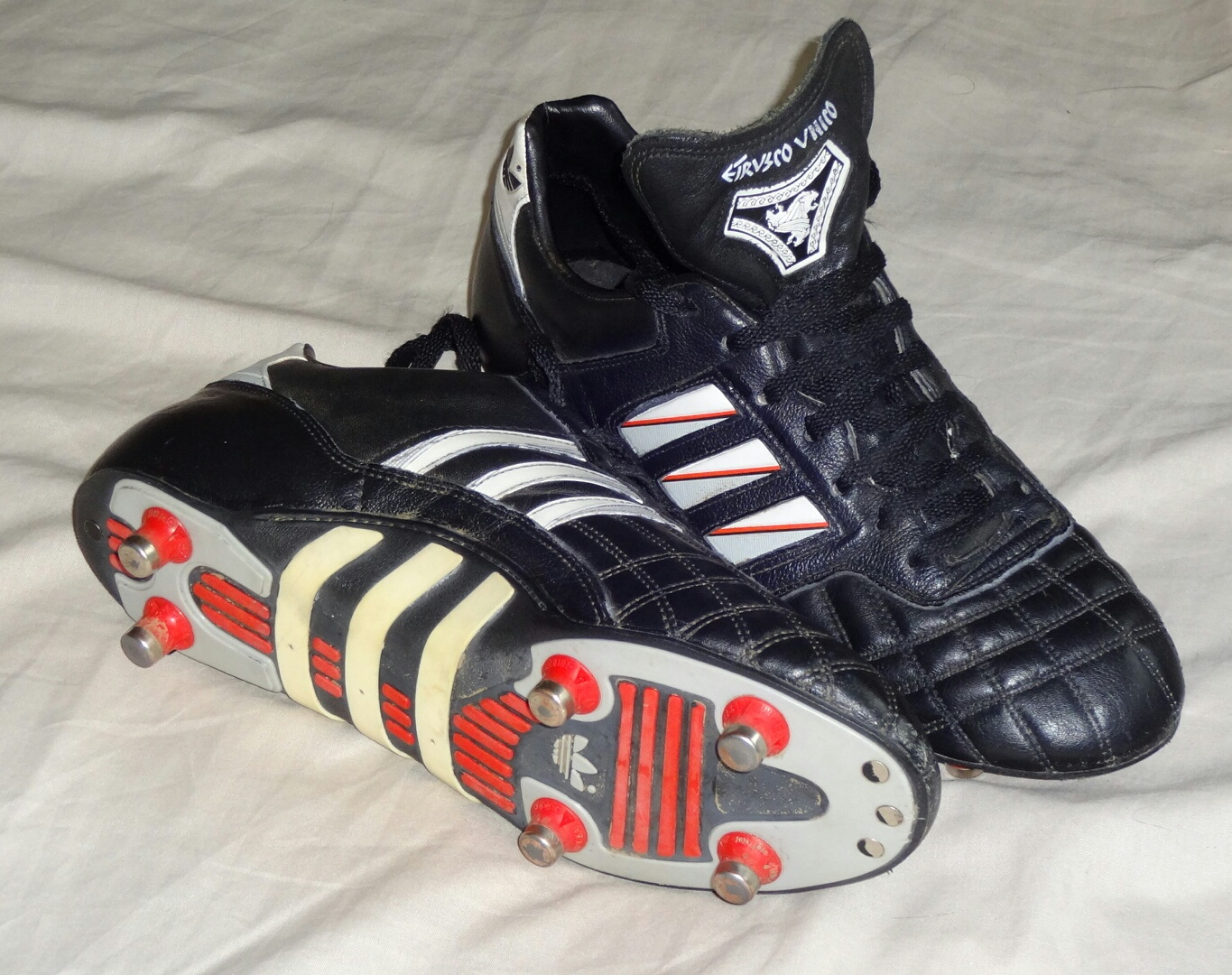

## الاضرار على القدم
يتسبب الحذاء الرياضي   
بـتشوه القدم بسبب نعله الضيق 
حيث انه يجعل شكل القدم اضيق و اصابع ملتزقة
و يعطي شكل القدم على شكل قالب الحذاء و ناهيك
عن الرائحة الكريهة للقدم و البثور الفطريات و غيرها 
و تتشوه عادًا قدم المراهقيين من العمر 12 حتى العمر 22
اكثر من غيرهم